# U.S. Highway 1 (Massachusetts)

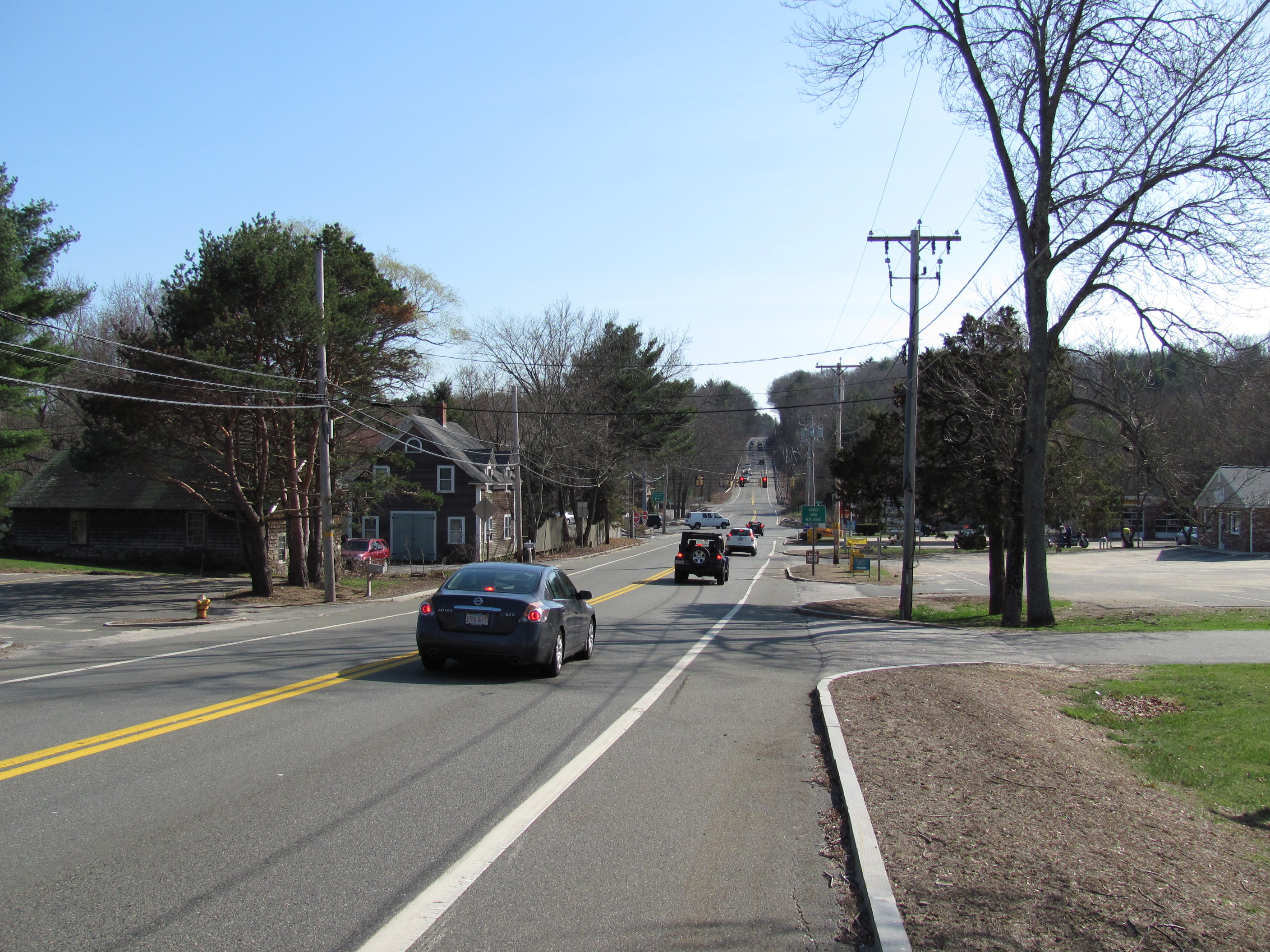
Die US 1 in Topsfield

Der U.S. Highway 1 (kurz US 1) ist ein Highway, der in Nord-Süd-Richtung über eine Gesamtlänge von 3.846 km entlang der US-amerikanischen Ostküste durch mehrere Bundesstaaten von Florida bis Maine verläuft. In Massachusetts beginnt die Streckenführung im Süden an der Grenze zu Rhode Island in der Stadt Attleboro und führt in nördlicher Richtung über Boston weiter bis zur Stadt Salisbury an der Staatsgrenze zu New Hampshire.
Die Strecke südlich von Boston wird auch unter Bezeichnung Boston-Providence Turnpike geführt, während einige Teilstücke nördlich der Stadt als Northeast Expressway und Newburyport Turnpike bekannt sind.

## Streckenverlauf
Die US 1 überquert die Staatsgrenze von Rhode Island kommend bei Attleboro und verläuft anschließend weitgehend parallel zur I-95 durch die Städte North Attleborough, Plainville, Wrentham, Foxborough, Walpole, Sharon, Norwood und Westwood.
Von dort aus verläuft die Strecke identisch mit der I-95 bis zur Kreuzung mit der I-93, mit der sie von Canton bis zum Bostoner Stadtzentrum identisch ist. Direkt nach der Überquerung der Leonard P. Zakim Bunker Hill Memorial Bridge trennt sich die US 1 wieder von der Interstate 93 und führt über die Tobin Bridge als Northeast Expressway durch die Städte Chelsea, Revere, Malden, Melrose, Saugus und Lynnfield.
Ab Lynnfield führt die US 1 wieder parallel zur I-95 durch Peabody, Danvers, Topsfield, Ipswich, Rowley, Newbury, Newburyport und Salisbury, bevor sie die Staatsgrenze nach New Hampshire überquert.

## Geschichte
Die US 1 wurde in Massachusetts während der 1930er Jahre in mehreren Teilabschnitten errichtet, wobei sowohl neue Strecken gebaut als auch bereits bestehende erweitert wurden. Ein Großteil des Highways war zunächst zwei- oder dreispurig in jede Fahrtrichtung und wurde erst im Laufe der folgenden Jahre auf seine heutigen Ausmaße ausgebaut. Die Streckenführung führt teilweise über die ehemaligen Bestandteile der Lower Post Road.

### Turnpikes
Der größte Teil der US 1 besteht aus den beiden ehemaligen Mautstraßen Norfolk and Bristol Turnpike und Newburyport Turnpike. Die älteren Straßen, zu denen die Turnpikes als Umgehungsstraßen konzipiert worden waren, bilden heute zu weiten Teilen die Massachusetts Route 1A.

### Massachusetts Route C1
In den frühen 1930er Jahren wurde die Route C1 als Alternativstrecke zur US 1 durch das Stadtzentrum von Boston ausgewiesen, wobei der Buchstabe „C“ für Stadtstraße (englisch City Route) steht und praktisch ausschließlich im Bostoner Umfeld zum Einsatz kam. Die C1 führte entlang der Brookline Avenue, Beacon Street, der heutigen Route 28, Charles Street, Lowell Street, Merrimac Street und Cross Street bis zum westlichen Ende des Sumner-Tunnels.
In East Boston führte die Strecke weiter über die Porter Street und Chelsea Street auf die heutige Route 1A. Mit der Eröffnung des Storrow Drive und der Central Artery in den 1950er Jahren wurde die C1 verlegt, so dass sie teilweise auf diesen neuen Straßen verlief. Im Jahr 1971 wurde die C1 aufgelöst, wobei der Teil südlich des Charles River im Wesentlichen der US 1 und der Teil nördlich des Flusses zum größten Teil der Route 1A zugeteilt wurde. Der Verlauf der US 1 wurde später auf den Southeast Expressway verlagert, so dass heute die ehemalige Strecke der C1 südlich des Flusses keine Nummerierung mehr aufweist.

### Verlagerung der Streckenführung in Boston
Die US 1 war auf dem Stadtgebiet von Boston bis in die 1970er Jahre hinein ein Ersatz für die ursprünglich geplante Trasse der I-95 entlang des Northeast Expressway nördlich des Stadtzentrums. In den späten 1980er Jahren wurde die US 1 in Erwartung der Fußball-Weltmeisterschaft 1994 auf die I-93 verlegt, so dass die alte Streckenführung über den VFW Parkway, Jamaicaway, Riverway und Storrow Drive durch Dedham, Brookline, West Roxbury und weitere Bostoner Stadtteile seither nicht mehr nummeriert ist.

### Northeast Expressway
Der Northeast Expressway befindet sich nördlich des Bostoner Stadtzentrums und verläuft von der Kreuzung zwischen I-93 und US 1 in Charlestown über den Mystic River durch Chelsea und Revere. Während er zu Beginn aufgeständert ist, verläuft er ab dem nördlichen Chelsea ebenerdig und endet an der Grenze zwischen Revere und Saugus.
Ursprünglich sahen die Pläne vor, die Straße in Richtung Norden von Saugus ausgehend über Lynn und Lynnfield bis Peabody zu verlängern, um an der heutigen Kreuzung zwischen der I-95 und Route 128 in Peabody zu enden. Von 1955 bis 1973 war die Strecke in Erwartung des letztlich jedoch nie erfolgten Ausbaus als I-95 ausgewiesen.

## Liste der Ausfahrten
| County                                                             | Ort                                                                | Entfernung                                                         | Anschlussverbindungen                                                 | Bemerkungen |
| Staatsgrenze zu Rhode Island Die US 1 führt weiter nach Pawtucket. | Staatsgrenze zu Rhode Island Die US 1 führt weiter nach Pawtucket. | Staatsgrenze zu Rhode Island Die US 1 führt weiter nach Pawtucket. | Staatsgrenze zu Rhode Island Die US 1 führt weiter nach Pawtucket.    | Staatsgrenze zu Rhode Island Die US 1 führt weiter nach Pawtucket.                                                              |
| ------------------------------------------------------------------ | ------------------------------------------------------------------ | ------------------------------------------------------------------ | --------------------------------------------------------------------- | --- |
| Bristol County                                                     | Attleboro                                                          | 0,3 mi (0,5 km)                                                    | I-95                                                                  | Ausfahrt nur in südlicher und Zufahrt nur in nördlicher Fahrtrichtung                                                           |
| Bristol County                                                     | Attleboro                                                          | 1,8 mi (2,9 km)                                                    | MA 123                                                                | |
| Bristol County                                                     | Attleboro                                                          | 2,0 mi (3,2 km)                                                    | MA 1A South                                                           | Beginn des (nicht beschilderten) identischen Verlaufs mit der Route 1A                                                          |
| Bristol County                                                     | North Attleborough                                                 | 4,0 mi (6,4 km)                                                    | I-295                                                                 | |
| Bristol County                                                     | North Attleborough                                                 | 5,2 mi (8,4 km)                                                    | MA 120                                                                | Östliches Ende der Route 120 |
| Bristol County                                                     | North Attleborough                                                 | 7,4 mi (11,9 km)                                                   | MA 1A North                                                           | Ende des (nicht beschilderten) identischen Verlaufs mit der Route 1A                                                            |
| Norfolk County                                                     | Plainville                                                         | 8,4 mi (13,5 km)                                                   | MA 106                                                                | |
| Norfolk County                                                     | Plainville                                                         | 10,0 mi (16,1 km)                                                  | MA 152                                                                | Nördliches Ende der Route 152                                                                                                   |
| Norfolk County                                                     | Plainville                                                         | 10,6 mi (17,1 km)                                                  | I-495                                                                 | |
| Norfolk County                                                     | Foxborough                                                         | 13,6 mi (21,9 km)                                                  | MA 140                                                                | Keine Direktverbindung zur Route 140                                                                                            |
| Norfolk County                                                     | Sharon                                                             | 18,3 mi (29,5 km)                                                  | I-95                                                                  | Ausfahrt nur in südlicher und Zufahrt nur in nördlicher Fahrtrichtung                                                           |
| Norfolk County                                                     | Sharon                                                             | 18,4 mi (29,6 km)                                                  | I-95                                                                  | Ausfahrt nur in nördlicher und Zufahrt nur in südlicher Fahrtrichtung                                                           |
| Norfolk County                                                     | Walpole                                                            | 19,1 mi (30,7 km)                                                  | MA 27                                                                 | |
| Norfolk County                                                     | Westwood                                                           | 25,9 mi (41,7 km)                                                  | I-95 / MA 128                                                         | Beginn des identischen Verlaufs mit der I-95 / Route 128                                                                        |
| Norfolk County                                                     | Westwood                                                           | 26,6 mi (42,8 km)                                                  | Canton Street, East Street                                            | Kreisverkehr |
| Norfolk County                                                     | Dedham                                                             | 27,8 mi (44,7 km)                                                  | University Avenue / MBTA- und Amtrak-Station                          | |
| Norfolk County                                                     | Canton                                                             | 28,2 mi (45,4 km)                                                  | I-93 / I-95 / MA 128                                                  | Beginn des identischen Verlaufs mit der I-93 an deren südlichem Ende. Ende des identischen Verlaufs mit der I-95 und Route 128. |
| Norfolk County                                                     | Canton                                                             | 29,6 mi (47,6 km)                                                  | MA 138 – Stoughton, Milton                                            | |
| Norfolk County                                                     | Milton                                                             | 30,8 mi (49,6 km)                                                  | Ponkapoag Trail, Houghton’s Pond                                      | |
| Norfolk County                                                     | Randolph                                                           | 31,7 mi (51 km)                                                    | MA 24 South – Stoughton, Milton                                       | Fall River Expressway / Amvets Highway                                                                                          |
| Norfolk County                                                     | Randolph                                                           | 32,4 mi (52,1 km)                                                  | MA 28 – Randolph, Milton                                              | |
| Norfolk County                                                     | Braintree                                                          | 34,6 mi (55,7 km)                                                  | MA 37 – West Quincy, Braintree, Holbrook                              | |
| Norfolk County                                                     | Braintree                                                          | 35,3 mi (56,8 km)                                                  | MA 3 South – Braintree, Cape Cod                                      | Zufahrt von der Route 3 nur in nördlicher und Abfahrt auf die Route 3 nur in südlicher Fahrtrichtung                            |
| Norfolk County                                                     | Quincy                                                             | 36,4 mi (58,6 km)                                                  | Furnace Brook Parkway – Quincy                                        | |
| Norfolk County                                                     | Milton                                                             | 37,5 mi (60,4 km)                                                  | Bryant Avenue – West Quincy                                           | Ausfahrt nur in südlicher und Zufahrt nur in nördlicher Fahrtrichtung                                                           |
| Norfolk County                                                     | Milton                                                             | 37,6 mi (60,5 km)                                                  | Adams Street – Milton, North Quincy                                   | Ausfahrt nur in nördlicher und Zufahrt nur in südlicher Fahrtrichtung                                                           |
| Norfolk County                                                     | Milton                                                             | 37,8 mi (60,8 km)                                                  | Squantum Street – Milton                                              | Nur Ausfahrt in südlicher Fahrtrichtung                                                                                         |
| Norfolk County                                                     | Milton                                                             | 39,1 mi (62,9 km)                                                  | Granite Avenue – East Milton                                          | Ausfahrt nur in südlicher und Zufahrt nur in nördlicher Fahrtrichtung                                                           |
| Norfolk County                                                     | Milton                                                             | 39,1 mi (62,9 km)                                                  | MA 203 / Granite Avenue – Ashmont                                     | Ausgewiesen als Ausfahrt 11 in nördlicher Fahrtrichtung. Keine Zufahrt in nördlicher Fahrtrichtung.                             |
| Suffolk County                                                     | Boston                                                             | 40,0 mi (64,4 km)                                                  | MA 3A South – Neponset, Quincy                                        | Ausfahrt nur in südlicher und Zufahrt nur in nördlicher Fahrtrichtung                                                           |
| Suffolk County                                                     | Boston                                                             | 40,8 mi (65,7 km)                                                  | Freeport Street – Dorchester                                          | Ausfahrt nur in nördlicher und Zufahrt nur in südlicher Fahrtrichtung                                                           |
| Suffolk County                                                     | Boston                                                             | 41,1 mi (66,1 km)                                                  | Morrissey Boulevard – John F. Kennedy Presidential Library and Museum | Ausfahrt nur in nördlicher und Zufahrt nur in südlicher Fahrtrichtung                                                           |
| Suffolk County                                                     | Boston                                                             | 42,6 mi (68,6 km)                                                  | Columbia Road – John F. Kennedy Presidential Library and Museum       | |
| Suffolk County                                                     | Boston                                                             | 43,3 mi (69,7 km)                                                  | Southampton Street                                                    | Ausfahrt nur in nördlicher und Zufahrt nur in südlicher Fahrtrichtung                                                           |
| Suffolk County                                                     | Boston                                                             | 43,7 mi (70,3 km)                                                  | Frontage Road, Massachusetts Avenue – Roxbury                         | |
| Suffolk County                                                     | Boston                                                             | 44,5 mi (71,6 km)                                                  | I-90 East – Logan International Airport, Worcester                    | Ausfahrt nur in nördlicher und Zufahrt nur in südlicher Fahrtrichtung                                                           |
| Suffolk County                                                     | Boston                                                             | 44,5 mi (71,6 km)                                                  | I-90 West / Albany Street – Boston South Station, Chinatown           | Ausfahrt nur in südlicher und Zufahrt nur in nördlicher Fahrtrichtung. Zugleich Zufahrt über die I-90 auf die I-93 North.       |
| Suffolk County                                                     | Boston                                                             | 45,6 mi (73,4 km)                                                  | Purchase Street                                                       | Keine Ausfahrt in nördlicher Fahrtrichtung                                                                                      |
| Suffolk County                                                     | Boston                                                             | 45,9 mi (73,9 km)                                                  | Government Center                                                     | Ausgewiesen als Ausfahrt Nr. 23 in nördlicher Fahrtrichtung                                                                     |
| Suffolk County                                                     | Boston                                                             | 46,1 mi (74,2 km)                                                  | MA 1A North – Logan International Airport                             | Ausfahrt nur in südlicher und Zufahrt nur in nördlicher Fahrtrichtung                                                           |
| Suffolk County                                                     | Boston                                                             | 46,3 mi (74,5 km)                                                  | MA 3 North / MA 28 Storrow Drive – Cambridge, Boston North Station    | Nördliches Ende des identischen Verlaufs mit der Route 3                                                                        |
| Suffolk County                                                     | Boston                                                             | 46,5 mi (74,8 km)                                                  | I-93                                                                  | Ende des identischen Verlaufs mit der I-93                                                                                      |
| Suffolk County                                                     | Chelsea                                                            | 48,4 mi (77,9 km)                                                  | Beacon Street, Everett Avenue                                         | Ausfahrt nur in nördlicher und Zufahrt nur in südlicher Fahrtrichtung                                                           |
| Suffolk County                                                     | Chelsea                                                            | 49,0 mi (78,9 km)                                                  | Fourth Street                                                         | Nur Ausfahrt in nördlicher Fahrtrichtung                                                                                        |
| Suffolk County                                                     | Chelsea                                                            | 49,3 mi (79,3 km)                                                  | Fifth Street                                                          | Nur Zufahrt in südlicher Fahrtrichtung                                                                                          |
| Suffolk County                                                     | Chelsea                                                            | 49,7 mi (80 km)                                                    | Sixth Street                                                          | Nur Zufahrt in nördlicher Fahrtrichtung                                                                                         |
| Suffolk County                                                     | Chelsea                                                            | 49,9 mi (80,3 km)                                                  | Carter Street                                                         | Ausfahrt und Zufahrt nur in südlicher Fahrtrichtung                                                                             |
| Suffolk County                                                     | Chelsea                                                            | 50,1 mi (80,6 km)                                                  | MA 16 West                                                            | Zufahrt von der Route 16 zur US 1 nur in südlicher Fahrtrichtung                                                                |
| Suffolk County                                                     | Chelsea                                                            | 50,3 mi (81 km)                                                    | Webster Street                                                        | Nur Ausfahrt in nördlicher Fahrtrichtung                                                                                        |
| Suffolk County                                                     | Chelsea                                                            | 50,5 mi (81,3 km)                                                  | MA 16                                                                 | Ausfahrt und Zufahrt nur in nördlicher Fahrtrichtung                                                                            |
| Suffolk County                                                     | Revere                                                             | 50,8 mi (81,8 km)                                                  | MA 16                                                                 | Ausfahrt und Zufahrt nur in südlicher Fahrtrichtung                                                                             |
| Suffolk County                                                     | Revere                                                             | 51,8 mi (83,4 km)                                                  | Sargent Street                                                        | Ausfahrt nur in nördlicher und Zufahrt nur in südlicher Fahrtrichtung                                                           |
| Suffolk County                                                     | Revere                                                             | 52,4 mi (84,3 km)                                                  | MA 60                                                                 | Nur Ausfahrt in nördlicher Fahrtrichtung                                                                                        |
| Suffolk County                                                     | Revere                                                             | 52,8 mi (85 km)                                                    | MA 60                                                                 | Nur Ausfahrt in südlicher Fahrtrichtung                                                                                         |
| Suffolk County                                                     | Revere                                                             | 53,1 mi (85,5 km)                                                  | Salem Street                                                          | Keine Zufahrt in nördlicher Fahrtrichtung                                                                                       |
| Essex County                                                       | Saugus                                                             | 54,5 mi (87,7 km)                                                  | MA 99                                                                 | Nördliches Ende der Route 99 |
| Essex County                                                       | Saugus                                                             | 54,8 mi (88,2 km)                                                  | Essex Street                                                          | |
| Essex County                                                       | Saugus                                                             | 55,3 mi (89 km)                                                    | Main Street                                                           | |
| Essex County                                                       | Saugus                                                             | 56,5 mi (90,9 km)                                                  | Lynn Fells Parkway                                                    | |
| Essex County                                                       | Saugus                                                             | 57,1 mi (91,9 km)                                                  | MA 129 West                                                           | Beginn des identischen Verlaufs mit der Route 129                                                                               |
| Essex County                                                       | Lynnfield                                                          | 58,8 mi (94,6 km)                                                  | MA 129 East                                                           | Ende des identischen Verlaufs mit der Route 129                                                                                 |
| Essex County                                                       | Peabody                                                            | 59,5 mi (95,8 km)                                                  | I-95 / MA 128                                                         | Nur Ausfahrt in nördlicher Fahrtrichtung                                                                                        |
| Essex County                                                       | Peabody                                                            | 60,1 mi (96,7 km)                                                  | I-95 / MA 128                                                         | Ausfahrt nur in südlicher und Zufahrt nur in nördlicher Fahrtrichtung                                                           |
| Essex County                                                       | Peabody                                                            | 61,0 mi (98,2 km)                                                  | I-95                                                                  | Ausfahrt nur in südlicher und Zufahrt nur in nördlicher Fahrtrichtung                                                           |
| Essex County                                                       | Peabody                                                            | 61,6 mi (99,1 km)                                                  | Lowell Street                                                         | |
| Essex County                                                       | Danvers                                                            | 62,5 mi (100,6 km)                                                 | MA 114                                                                | In östlicher Fahrtrichtung Anschluss an die I-95                                                                                |
| Essex County                                                       | Danvers                                                            | 63,2 mi (101,7 km)                                                 | Centre Street                                                         | In östlicher Fahrtrichtung Anschluss an die I-95                                                                                |
| Essex County                                                       | Danvers                                                            | 64,2 mi (103,3 km)                                                 | MA 62                                                                 | In östlicher Fahrtrichtung Anschluss an die I-95                                                                                |
| Essex County                                                       | Danvers                                                            | 65,0 mi (104,6 km)                                                 | I-95                                                                  | Letzte direkte Verbindung zwischen der US 1 und der I-95 in Massachusetts                                                       |
| Essex County                                                       | Topsfield                                                          | 68,1 mi (109,6 km)                                                 | MA 97                                                                 | |
| Essex County                                                       | Topsfield                                                          | 69,3 mi (111,5 km)                                                 | Ipswich Road                                                          | |
| Essex County                                                       | Ipswich                                                            | 71,8 mi (115,6 km)                                                 | Linebrook Road                                                        | |
| Essex County                                                       | Rowley                                                             | 73,1 mi (117,6 km)                                                 | MA 133                                                                | |
| Essex County                                                       | Newburyport                                                        | 80,0 mi (128,7 km)                                                 | Kreisverkehr                                                          | |
| Essex County                                                       | Newburyport                                                        | 80,9 mi (130,2 km)                                                 | Summer Street / Winter Street                                         | Ausfahrt nur in nördlicher und Zufahrt nur in südlicher Fahrtrichtung                                                           |
| Essex County                                                       | Newburyport                                                        | 81,1 mi (130,5 km)                                                 | MA 1A / MA 113 West                                                   | Beginn des nicht ausgewiesenen identischen Verlaufs mit der Route 1A                                                            |
| Essex County                                                       | Salisbury                                                          | 81,6 mi (131,3 km)                                                 | Friedenfels Street                                                    | |
| Essex County                                                       | Salisbury                                                          | 83,0 mi (133,6 km)                                                 | MA 110                                                                | Östliches Ende der Route 110 |
| Essex County                                                       | Salisbury                                                          | 83,1 mi (133,7 km)                                                 | MA 1A – Salisbury Beach State Reservation                             | Ende des nicht ausgewiesenen identischen Verlaufs mit der Route 1A                                                              |
| Essex County                                                       | Salisbury                                                          | 84,6 mi (136,2 km)                                                 | Toll Road – Anschluss zur I-95 Ausfahrt 60                            | |
| Essex County                                                       | Salisbury                                                          | 85,3 mi (137,3 km)                                                 | MA 286 – Hampton Beach                                                | |
| Staatsgrenze zu New Hampshire Die US 1 führt weiter nach Seabrook. |                                                                    |                                                                    |                                                                       | |